# Pachylocerus pilosus
Pachylocerus pilosus är en skalbaggsart som beskrevs av Guérin-Méneville 1844. Pachylocerus pilosus ingår i släktet Pachylocerus och familjen långhorningar. Inga underarter finns listade i Catalogue of Life.